# 鷹司信尚
鷹司 信尚（たかつかさ のぶひさ）は、江戸時代前期の公卿。

## 経歴
関白・鷹司信房の子として生まれる。
文禄5年（1596年）2月28日、正五位下叙位、元服、禁色雑袍昇殿。同年3月1日、右近衛権少将に叙任。同年3月8日、従四位下。慶長2年（1597年）12月29日、右近衛権中将に叙任。慶長6年（1601年）正月6日、正四位下。同年3月19日、播磨権守。
慶長7年（1602年）正月6日、従三位。慶長11年（1606年）正月11日、権中納言。慶長12年（1607年）12月30日、正三位。慶長13年（1608年）正月7日、権大納言。慶長14年（1609年）、左近衛大将を兼任。
慶長16年（1611年）2月9日、従二位に叙される。同年3月12日、内大臣に任じられる。左大将如元。同年4月12日、後水尾天皇が即位しており、信尚は、譲位節会、即位時に内弁を務めた。
慶長17年（1612年）正月17日、左近衛大将を辞任。同年2月2日、正二位。3月18日右大臣となり、7月25日、関白の詔を受け、同日、氏長者・内覧兵杖牛車随身一座宣下。慶長19年（1614年）正月5日、従一位。元和元年（1615年）7月27日、関白を辞退。九条忠栄の左大臣辞退に伴い左大臣となる。元和6年（1620年）正月13日、左大臣辞退。
元和7年（1621年）11月19日、薨去（頓死）。32歳。長年の煩いで癩病であったとの説もある。

## 系譜
- 父：鷹司信房
- 母：佐々輝子（?-1630） - 岳星院、佐々成政の次女
- 妻：女三宮清子（1593-1674） - 後陽成天皇の第三皇女
  - 男子：鷹司教平（1609-1668）
  - 女子：大光院 - 花山院定好室
  - 女子：春光院